# فیلیپ مارلو
فیلیپ مارلو (انگلیسی: Philip Marlowe) شخصیتی داستانی است که توسط ریموند چندلر خلق شده است. اولین حضور مارلو در رمان خواب گران (۱۹۳۹) است. در داستان‌های اولیه چندلر که در مجلاتی چون بلک مسک و دایم دیتکتیو منتشر می‌شدند نیز شخصیت‌هایی با خصوصیات مارلو و با نام‌هایی چون «کارمدی» و «جان دالماس» ظاهر شده‌اند.
شخصیت مارلو بهترین نمونه شخصیت‌های داستان‌های هاردبویلد سبک جنایی است که از دهه ۱۹۲۰ میلادی آغاز شد به‌ویژه در مجلاتی چون بلک مسک با همراهی شخصیت‌هایی مانند سم اسپید که دشیل همت خلق کرد. مارلو در هفت رمان چندلر ظاهر شده است.